# 드바라팔라

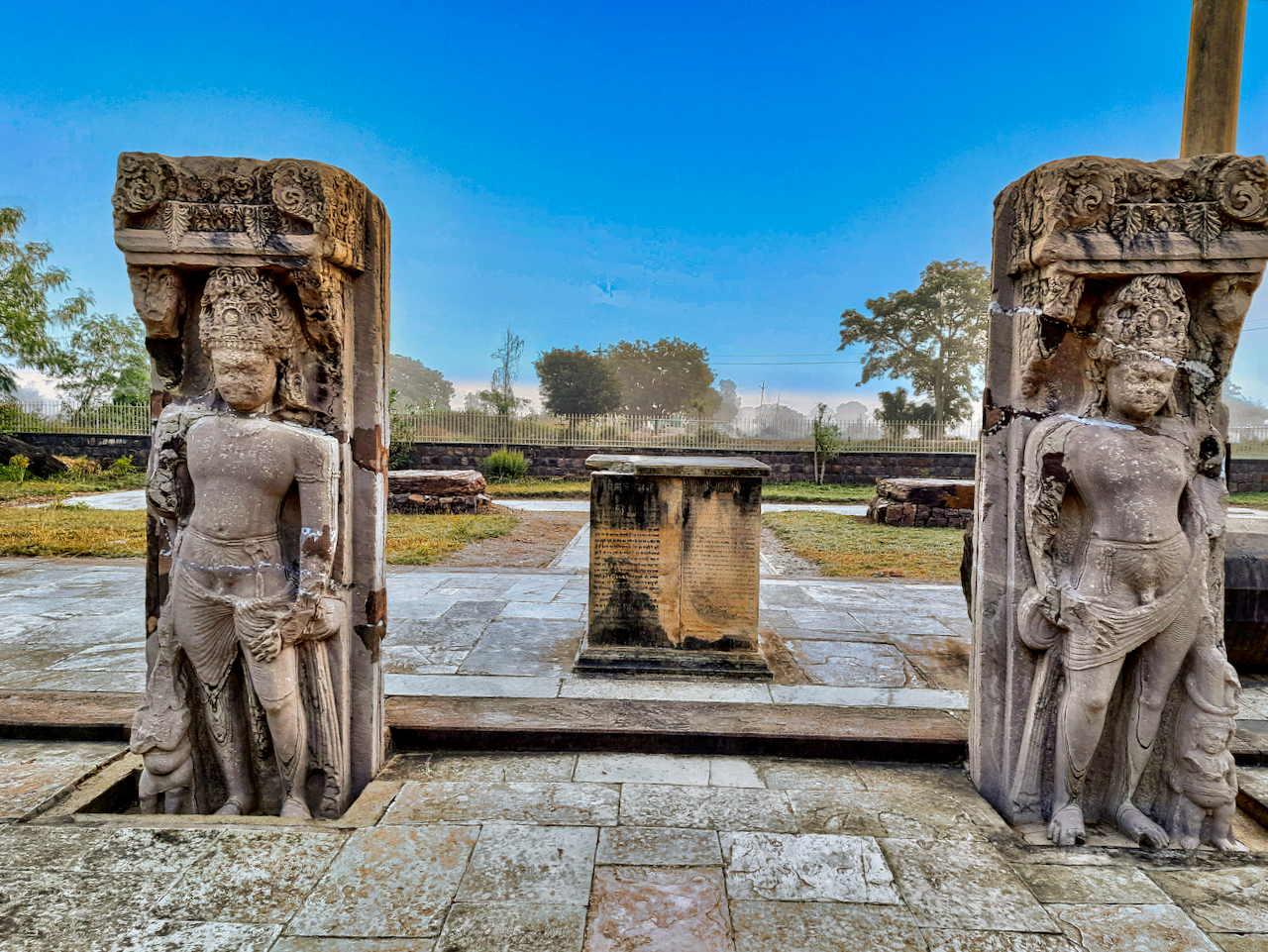
손다니의 두 드바라팔라상, 서기 525년.

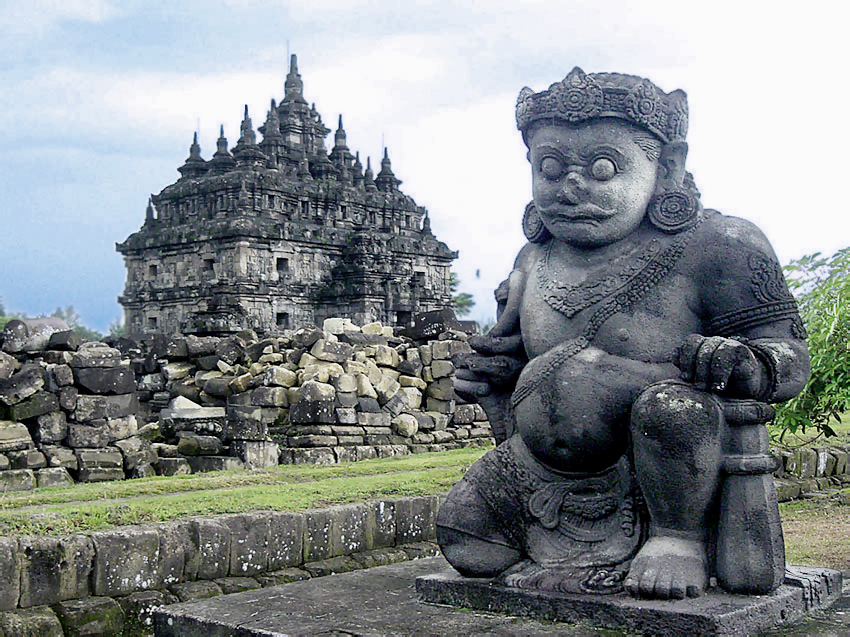
인도네시아 자와섬 플라오산에 있는 9세기 불교 사원의 드바라팔라 쌍상 중 하나.

드바라팔라(산스크리트어: द्वारपाल)는 문을 지키는 수호신으로, 보통 무기로 무장한 전사나 무시무시한 거인으로 묘사되며 가장 흔한 무기는 가다(철퇴)이다. 드바라팔라상은 힌두교, 불교, 자이나교 문화뿐만 아니라 자와섬처럼 이들 문화의 영향을 받은 지역에서도 널리 퍼져 있는 건축 요소이다.

## 이름
태국어, 버마어, 베트남어, 크메르어, 자와어 등 대부분의 동남아시아 언어에서 이러한 보호 도형을 드바라팔라라고 부른다. 산스크리트어로 드바라는 "문"을 의미하며, 팔라는 "보호자" 또는 "보호자"를 의미한다.
인도네시아와 말레이시아에서는 드와라팔라로 부르며, 일본어로는 콘고리키시 또는 니오, 중국어로는 헝하에르장, 한국어로는 나라연금강이 이에 해당한다.

## 기원과 형태
건축적 특징으로 드바라팔라는 야크샤와 같은 수호신과 현지 대중 종교의 아칼라와 같은 전사상에서 유래했다. 오늘날 일부 드바라팔라는 심지어 경찰이나 군인이 경비를 서고 있는 인물상을 띄고 있다.
이 조각상들은 전통적으로 내부의 성지를 보호하기 위해 힌두교 사원이나 불교 사원은 물론 왕실과 같은 다른 구조물 외부에 배치되었다. 드바라팔라는 보통 악마처럼 보이는 무장한 무시무시한 수호자로 묘사되지만 스리랑카 사찰의 문 앞에서는 드바라팔라가 평균적인 인간의 특징을 보이는 경우가 많다. 다른 경우에는 사나운 모습의 나가 형상도 같은 기능을 수행할 수 있다. 드바라팔라는 거의 모든 힌두교 사원에 존재하며, 바이쿤타(영원한 행복의 장소라는 뜻)로 알려진 비슈누의 거처의 수호자라고 불린다. 거의 모든 비슈누 사원에 존재하며 브라만다 푸라나, 스리마드 바가바탐과 같은 여러 힌두교 경전에 언급되어 있다. 브라만다 푸라나에 따르면 자야와 비자야는 아누라 칼리의 아들이었고, 칼리는 바루나와 그의 아내 스투타의 아들 중 한 명이었다고 한다.
자와와 발리의 조각품은 보통 안데스암으로 조각된 다바라팔라를 반무릎을 꿇고 몽둥이를 들고 있는 다소 부피가 큰 체격을 가진 무시무시한 거인으로 묘사한다. 자와에서 가장 큰 다바라팔라 석상인 싱하사리 시대의 다바라팔라는 높이가 3.7미터(12피트)이다. 반면 캄보디아와 태국의 전통적인 다바라팔라는 더 날씬하고 중앙에 몽둥이를 아래로 들고 서 있는 자세로 묘사된다.
태국의 고대 드바라팔라 조각품은 거의 유백색에 가까운 창백한 청록색 유약으로 덮인 고성능 석기 점토로 만들어졌다. 이러한 유형의 도자기 조각품은 수코타이와 아유타야 시대인 14세기에서 16세기 사이에 태국 북부에 위치한 여러 가마 단지에서 생산되었다.
사원의 규모와 부에 따라 수호자는 단독으로, 쌍으로, 또는 더 큰 그룹으로 배치될 수 있다. 작은 구조물에는 드바라팔라가 하나만 있었을 수 있다. 종종 신사 문턱 양쪽에 한 쌍이 놓여 있었다. 일부 더 큰 부지에는 네 개(로카팔라, 네 가지 기본 방향의 수호자), 여덟 개 또는 열두 개가 있었을 수 있다. 경우에 따라 수호자의 사나운 얼굴이나 머리만 표시되는데, 이는 자와의 크라톤에서 매우 흔한 수치이다.

## 갤러리
- 인도 엘레판타 석굴의 드바라팔라상.
- 싱하사리 시대의 대형 드바라팔라상.
- 캄보디아 앙코르의 12세기 프레아칸에 있는 두 개의 거대한 수호자 드바라팔라상.
- 캄보디아 앙코르 반테이 끄데이의 드바라팔라상.
- 14~16세기 수코타이 및 아유타야 시대 태국의 드바라팔라상.
- 베트남 참파 인드라푸라의 드바라팔라상, 서기 9~10세기.
- 인도네시아 발리섬의 힌두 사원 문을 지키고 있는 수컷과 암컷 드바라팔라 한 쌍.
- 태국 방콕 왕궁의 드바라팔라 야크샤
- 방콕 왓 랏차보핏의 문지기로 활동하는 현대 군인 모습의 드바라팔라
- 스리랑카 폴론나루와 하 타다게 입구의 드바라팔라
- 인도네시아 수라카르타 크라톤의 드바라팔라
- 인도 타밀나두주에서 출토된 11세기 촐라 왕조의 드바라팔라상.
- 스리랑카의 힌두 사원에 있는 수호신 동상.
- 인도 차투르무카 바사디의 드바라팔라 쌍
- 자이나교 사원의 드바라팔라상.
- 자이나교 사원의 드바라팔라상.